# Hillman (Minnesota)
Hillman è un comune degli Stati Uniti d'America, situato nello Stato del Minnesota, nella Contea di Morrison.